# Туркестанский геккон
Туркеста́нский гекко́н, или туркеста́нский тонкопа́лый гекко́н, или туркеста́нский голопа́лый гекко́н (лат. Tenuidactylus fedtschenkoi), — вид пресмыкающихся из семейства гекконовых. Видовое название дано в честь А. П. Федченко — зоолога и геолога, исследователя Средней Азии.

## Описание
Основной фон спины светло- или кофейно-коричневый. На спине и хвосте тёмно-коричневые поперечные полосы. Длина туловища около 6 см.

## Распространение
Широко распространён в Таджикистане, Киргизии, Узбекистане и юго-восточной Туркмении. Отмечен в южных Кызылкумах и восточных Каракумах. Есть указания на находку на севере Афганистана.
Зарегистрированная инвазивная популяция тонкопалых гекконов в городе Одессе (Украина), первоначально описанная как популяция туркестанского геккона, относится к другому виду — Tenuidactylus bogdanovi.

## Образ жизни
Обитают исключительно на вертикальных поверхностях, таких как обрывы скал, лёссовые овраги, на дувалах, стенах зданий, изредка на стволах деревьев.
Ранней весной и поздней осенью активны днём, летом проявляют преимущественно сумеречную активность.
Питаются насекомыми, предпочитая термитов и жуков. В незначительном количестве потребляют также пауков, скорпионов, сколопендр, мокриц и фаланг.
Вид яйцекладущий. Самка откладывает по 2, реже по 1 яйцу. Спаривание может происходить на вертикальной стене.